# 失當行為
失當行為（英語：misconduct），又稱不當行為，指出於有預謀或蓄意目的或罔顧後果的錯誤、不當或非法的行為。

## 延伸閱讀
- Ghaiye, B. R.  Hardbound. EBC. 2015. ISBN 9789351450252.

## 外部連結
- . Law Enforcement Bulletin (FBI). March 2013  [2024-03-06]. （原始内容存档于2014-07-13）.